# Micaria lassena
Espèce
Micaria lassena est une espèce d'araignées aranéomorphes de la famille des Gnaphosidae.

## Distribution
Cette espèce est endémique des États-Unis. Elle se rencontre en Californie, en Oregon, en Idahoau Nevada, en Utah et au Wyoming.

## Description
Les mâles mesurent 3,14 mm en moyenne et les femelles 3,11 mm.

## Publication originale
- Platnick & Shadab, 1986 : A revision of the American spiders of the genus Micaria (Araneae, Gnaphosidae). American Museum novitates, no 2916, p. 1-64 (texte intégral).